# إدواردو مالاكوينا
إدواردو مالاكوينا (1936 - 9 أبريل 2021) سياسي من أوروغواي شغل منصب عضو مجلس الشيوخ.